# Список устаревших названий цветов и оттенков
Список устарелых названий цветов состоит из названий цветов и оттенков, ныне не употребляемых в русском языке (или употребляемых в качестве архаизмов).

## Характеристика списка
Исследователи «цветового пространства» в русском языке А. П. Василевич, С. Н. Кузнецова и С. С. Мищенко (Творческая группа «Колорит») указывают, что наименование цветов и оттенков (цветообозначение) в языке делится на определённые лексические группы, часть которых устаревает со временем. Многие из них были созданы на основе заимствований (в особенности, из французского языка), существование многих из них было кратковременным и было связано с модной индустрией XVIII—XIX веков и стремлением производителей (в первую очередь, текстиля), привлечь внимание публики к новым товарам. Анахронизмами в настоящее время стали слова-транслитерации («инкарнатный» — цвет мяса), именование цветов по определённым предметам («бильярдного сукна»), а также ситуативные описания («цвета Лондонского пожара»). Подобные слова, считавшиеся изысканными, использовались в речи и литературе и для социальной стратификации, например, серый цвет в одежде простолюдина могли назвать «смурым», а у аристократа он — «пюсовый».
Представленный в статье список составлен на основе созданного данной творческой группой «Каталога названий цвета», созданного при грантовой поддержке Российского фонда фундаментальных исследований, отражающего русскую лексику цветообозначения; использован раздел каталога, названный авторами «перечень книжных и устарелых слов», которые исследователи определяют как слова, «с которыми приходится сталкиваться при чтении русской литературы и письменных документов XI—XIX веков».

## Список

### А
- Авантюрин — багровый, тёмно-красный, по драгоценному камню авантюрин.
- Аврорный, авроровый, Аврора — от имени Авроры — богини утренней зари в римской мифологии. Светлый оранжево-розовый или жёлтый с красноватым отливом[5], устрично-розовый.
- Автомобиль — серовато-синий, как ведущий цвет первых автомобилей XIX века[6].
- Адамантовый — алмазный, от адамантина — непрозрачный вид алмазного шпата[7].
- Аделаида, аделайда — красный оттенок лилового[6]. По другим источникам, тёмно-синий. В 1840—1850-х годах употреблялось в прессе и литературе: встречается у Тургенева («цвета аделаида, или, как у нас говорится, оделлоида») и Достоевского («Так этот галстух аделаидина цвета? — Аделаидина-с. — А аграфенина цвета нет?»)[8]. Возможно, от героини одноимённой песни Бетховена на стихи Ф. Маттисона[6].
- Адрианопольский — ярко-красный, от названия краски, которую производили из марены.
- Адского пламени, адского огня — лиловый оттенок красного. Или перламутрово-красный. Или чёрный с красными разводами[8].
- Алебастровый (алавастровый) — бледно-жёлтый с матовым оттенком, от алебастра. Мучнисто-белый[9].
- Альмандиновый — тёмно-вишнёвый, от названия разновидности граната — альмандина.
- Амарантовый — малиновый (фр. amarante — «малина»)[7].
- Агулинный, ангулимный — тёмный, чёрный; но по другим источникам то же, что гулинный, то есть фиолетовый[7][10].
- Аполлон — ярко-золотой, от имени бога солнца Аполлона.
- Арлекин, арлекиновый — разноцветный, пёстрый (в начале XIX века так называлась ткань из разноцветных треугольников). Также устаревшее название переливающегося благородного опала; по какому из смыслов функционировало прилагательное — неясно[6].
- Аспидный — серо-чёрный, цвета сланца-аспида[11], употреблявшегося для грифельных досок[7].

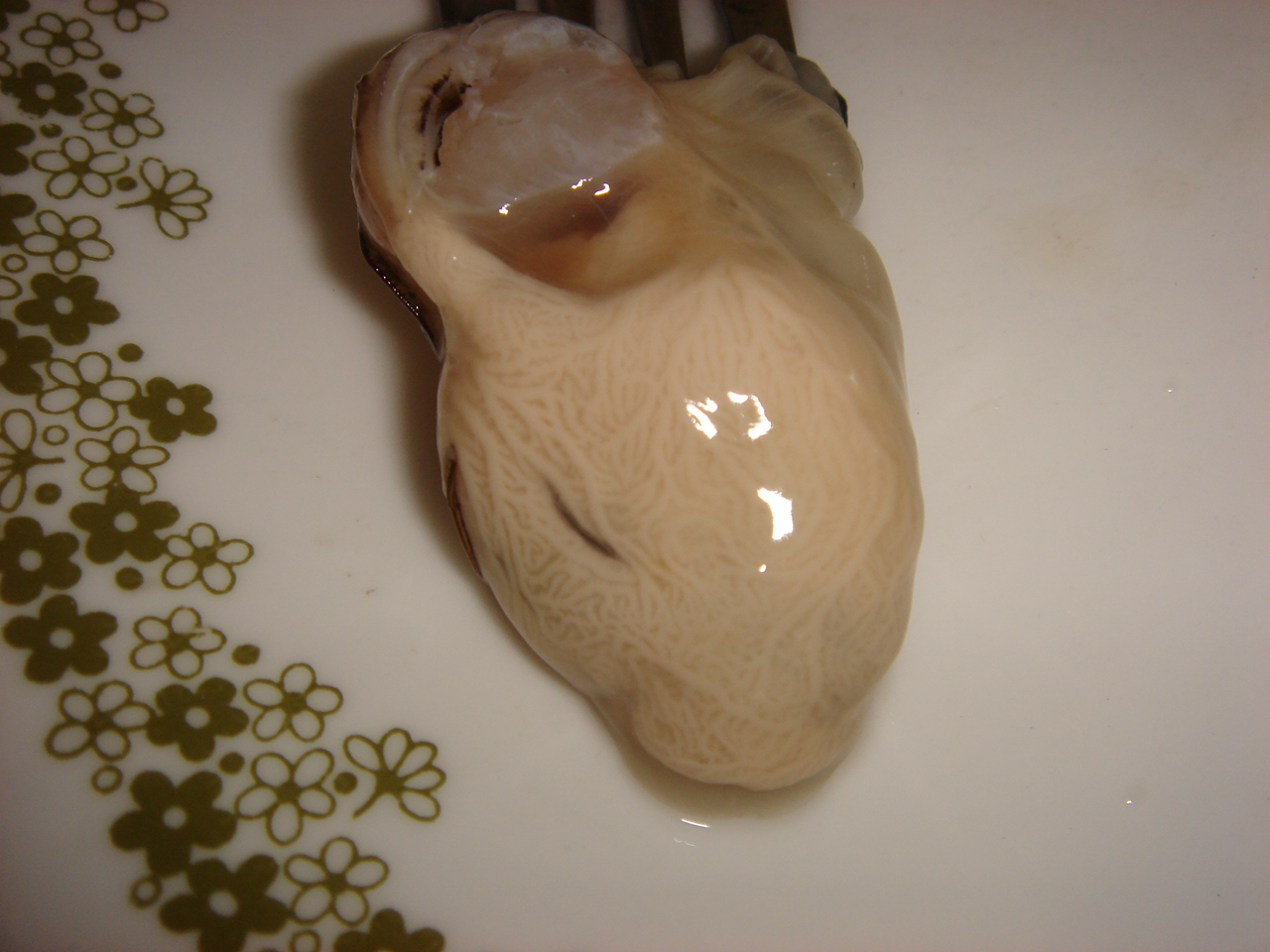
Свежая устрица на тарелке
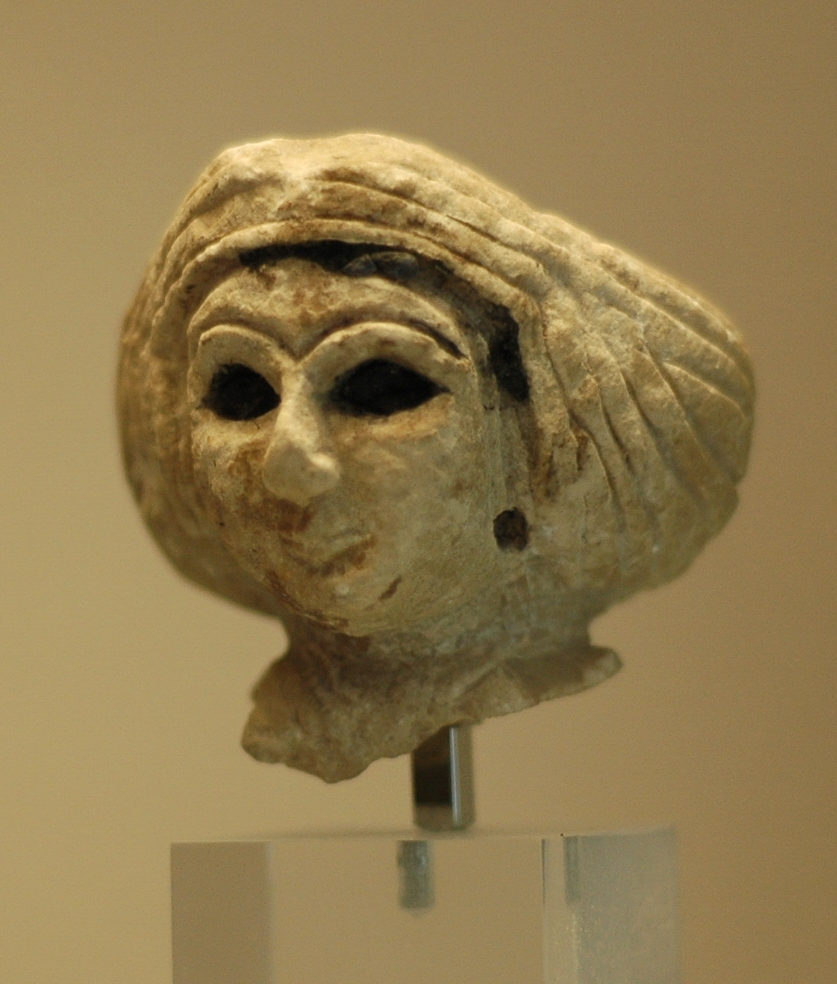
Алебастровая статуэтка
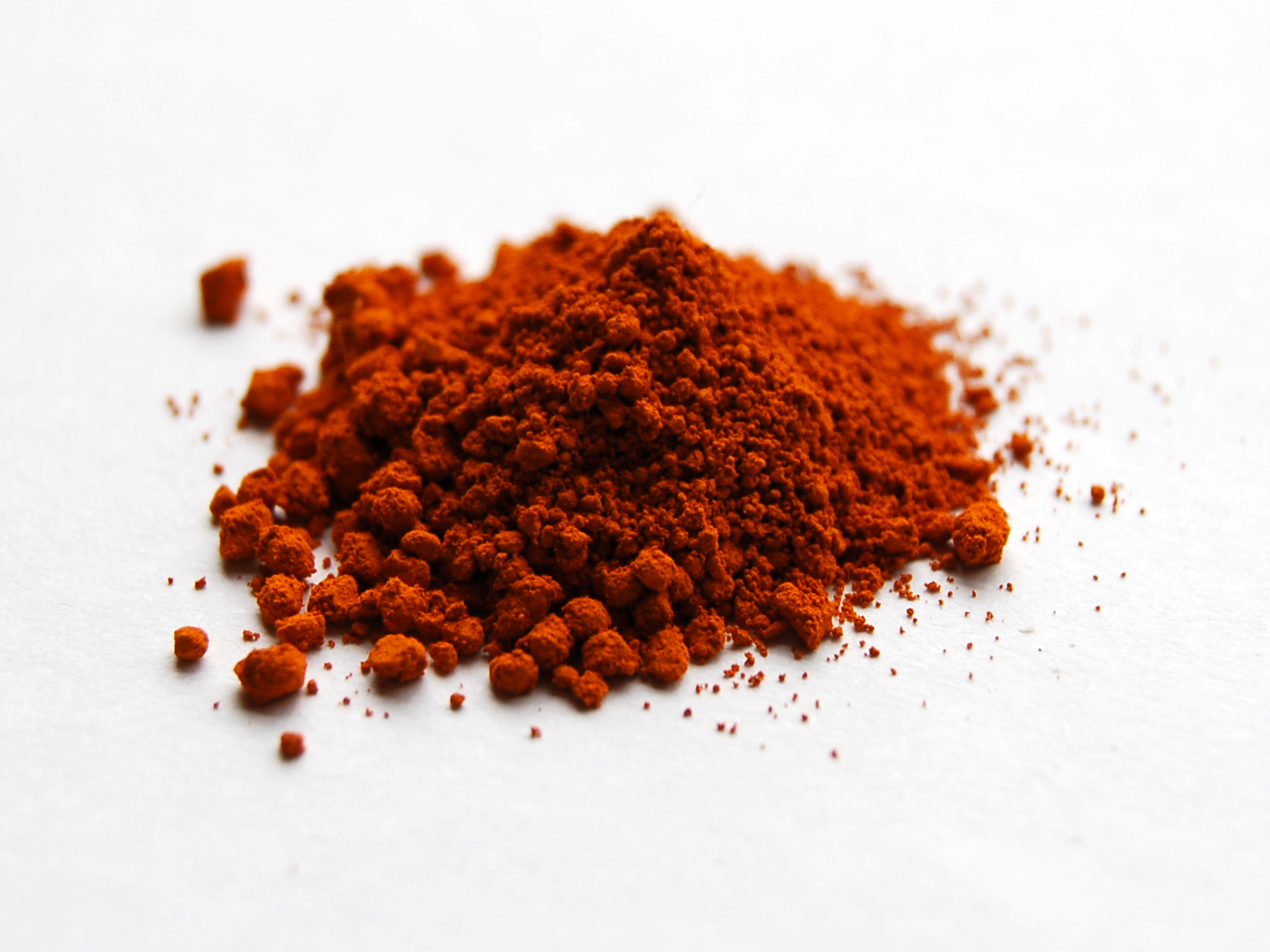
Ализарин
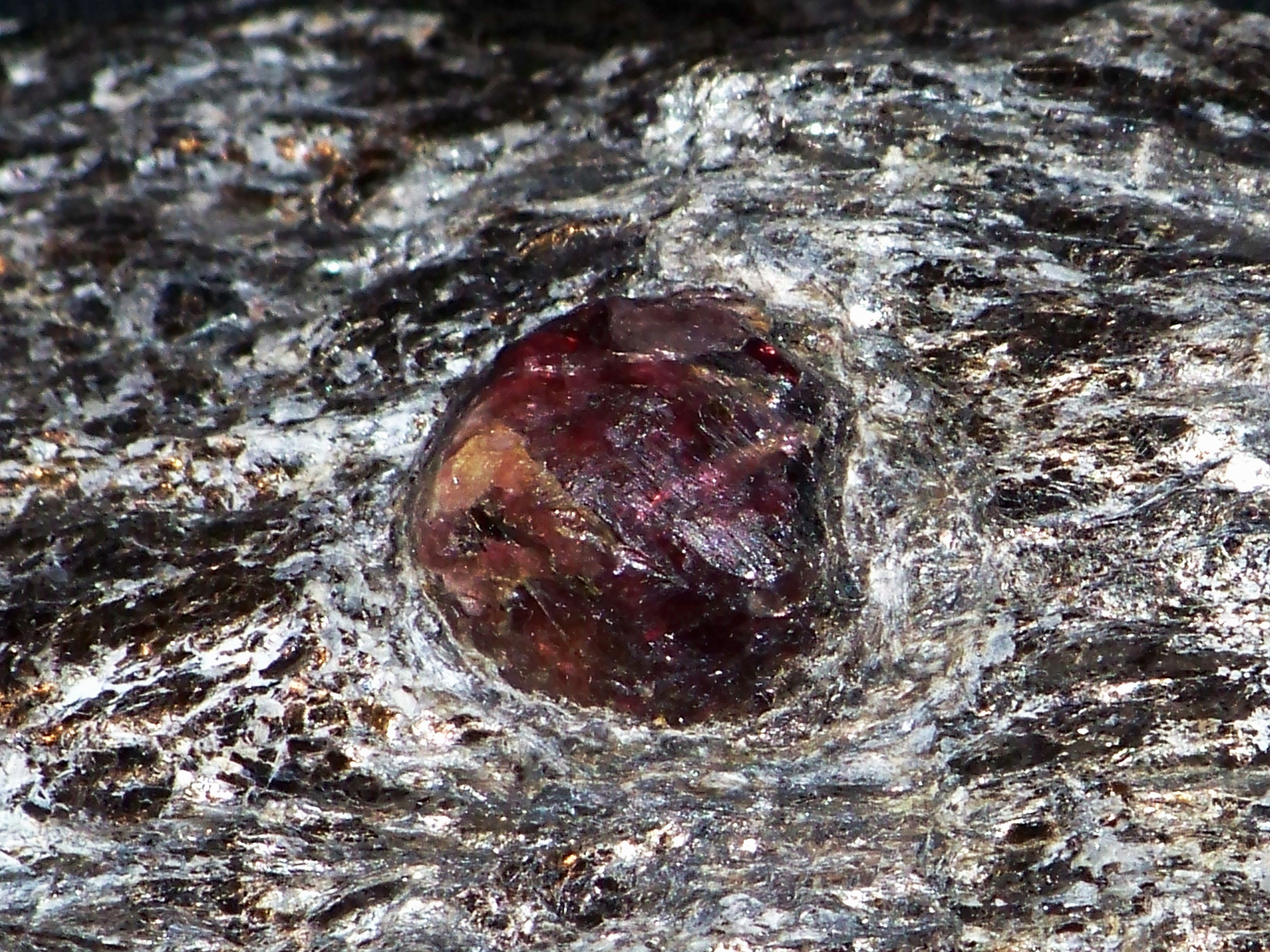
Альмандин
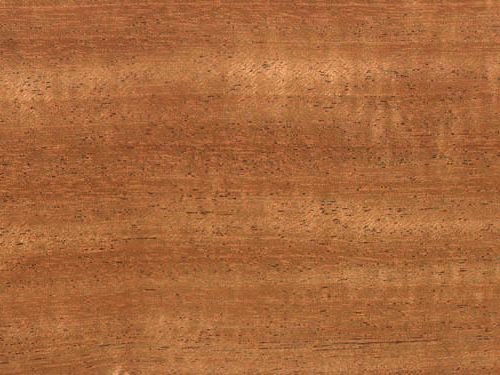
Махагони
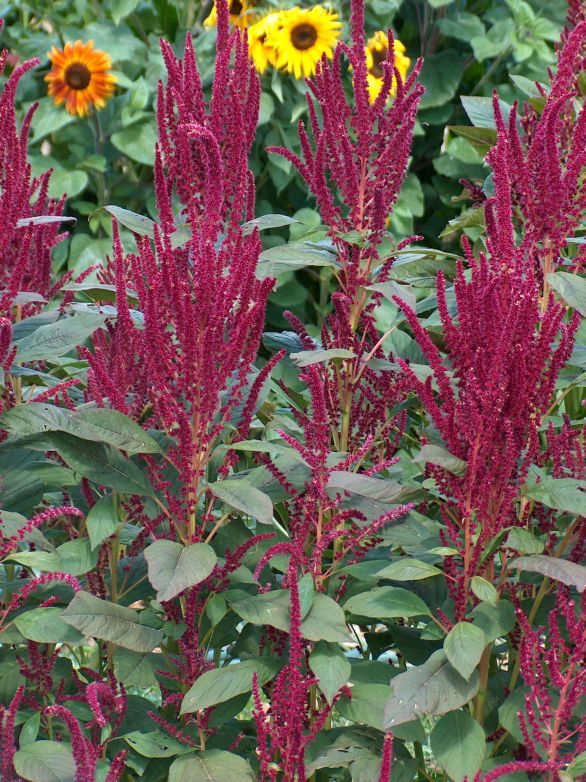
Цветущий амарант

### Б
- Багдад — розоватый, цвета кирпичной пыли.
- Багор (багр, багрец) — густо-красный с синеватым оттенком[7].
- Багрецовый — цвет ткани багреца, яркий багровый[7]
- Багрянец — тёмно-красный, багровый, заката[12]. Багрянистый — устаревшая форма слова багряный[7]. Багряница — пряжа, окрашенная в багряный цвет. Иногда этим словом обозначали фиолетовый цвет в средние века.
- Базарного огня — определение оттенка почти невозможно ввиду сложности ассоциаций, возникающих в связи с этим названием: огненно-красный с примесью желтовато-синего или серого. Название возникло в конце XIX в. — в память о страшном пожаре на благотворительном базаре в Париже в мае 1897 г., когда в огне и дыму погибло немало народа. В ряде источников — оранжевый. По другим указаниям красно-огненный с примесью жёлто-синеватого[6].
- Бакановый (баканный) Это же красный венецианский лак (бакан — багряная ярко-красная краска)[7]
- Барканский — один из оттенков красной гаммы (от «баркан» — плотная прочная шерстяная ткань, узорчатая и гладкокрашеная, применявшаяся для обивки мебели вместо дорогого шёлкового штофа).
- Берилловый — по названию берилла, прозрачного зеленовато-голубого камня.
- Биллиардного сукна — ядовито-зелёный.
- Бисмарк — коричневый. Его оттенки — «Бисмарк malade» (больной), «Бисмарк en colere» (сердитый), «Бисмарк glace» (сдержанный), «Бисмарк scintillant» (блестящий), «Бисмарк content» (весёлый).
- Бистровый — от «бистр» — прозрачная коричневая краска из древесной сажи, смешанной с растворимым в воде растительным клеем.
- Бланжевый, или планшевый (от фр. blanc — белый), — кремовый оттенок белого. У Даля — тельный, телесный цвет[8].
- Блё-д-амур — голубовато-серый (от фр. bleu d’amour — «любовный синий»), встречается у Тургенева в «Записках охотника».
- Бледый — бледный, бледно-желтоватый[7]
- Блё-раймондовый — оттенок синего цвета (от фр. bleu «синий» + имя Raymond).
- Блокитный, блакитный — (от укр. — блакитний)[7] сине-голубой. На украинском «блакитний» (читается: блакы́тный) — именно голубой.
- Блондовый — то же, что белобрысый (светловолосый, блондин). Светлый с золотистым отливом, по названию кружев «блонд».
- Болкатый — чёрный[7], тёмный.
- Броный — бело-серый.
- Брощаный — багряный[7]
- Брусничный — когда-то означал зелёный (по цвету листа брусники), а сейчас это один из оттенков красного: цвет спелых ягод брусники, светло-красный, густо-розовый, цвета созревающей брусники[13].
- Брусьяный, брусвяный — красный, багряный, цвета ягоды брусники.
- Брэнсолитеровый — оттенок коричневого.
- Буланый — серо-бежевый.
- Бурнастый, брунатный, бурнатный[7] — то же, что и бурый; либо рыжебурый, без черноты и огненной красноты[5].
- Бусый, босый — тёмный голубо-серый или серо-голубой[7].

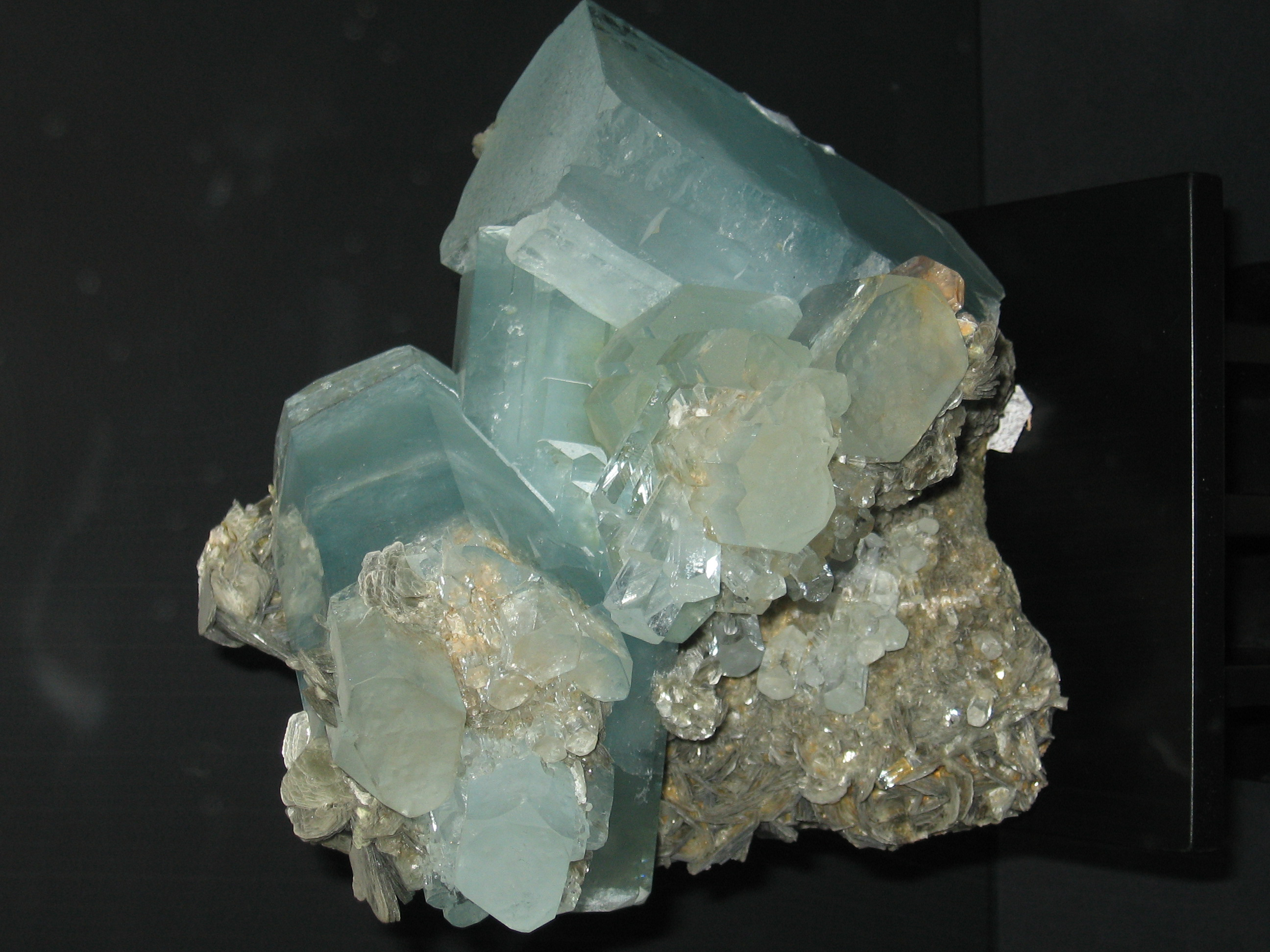
Берилл

### В
- Вердепешевый, вердепёшевый (от фр. vert-de-pêche)— жёлтый или розовый оттенок зелёного (похож на зелёный персик)[8].
- Вердепомовый (от фр. vert-de-pomme) — светло-зелёный, цвет незрелых яблок.
- Вердигри (от фр. vert-de-gris) — зелёно-серый.
- Вердрагоновый (от фр. vert dragon) — оттенок тёмно-зелёного.
- Вермильон (от фр. vermillon) — ярко-красный, цвета алой киновари.
- Винный — желтовато-красный.
- Винных дрожжей — желтовато-красный.
- Влюблённой жабы — зеленовато-серый.
- Влюблённого жирафа (или «брюха жирафа», или «жирафы в изгнании») — сочетание светло-коричневого и жёлтого с рыжеватым оттенком. Этот цвет, вернее, его название, пришло из Франции: в 1827 году в парижском Ботаническом саду появилась маленькая жирафа-самка, присланная Мехметом-Али, вице-королём Египта, в дар французскому королю Карлу Х. Это был самый модный цвет 1827 г.
- Вороний глаз — чёрный. Его рекомендовали для модных фраков. Добиться этого оттенка можно было, используя только высококачественную шерсть (низкосортная пряжа со временем приобретала рыжеватый оттенок).
- Ворон, воронов — цвета воронова крыла (блестяще-чёрный). Вороной — чёрный.
- Выдровый — грязновато-зелёный.

### Г
- Гагатовый — цвета гагата (каменного угля); блестяще-чёрный. Возможно, устаревшая форма от «агатовый»[7].
- Гвоздичный — серый, иногда красный.
- Георгиевские цвета — оранжевый и чёрный, от георгиевской ленты[7].
- Глинастый — красновато-жёлтый, похожий на глину[7].
- Голова негра — с XVIII столетия выходцы из Африки достаточно часто встречались на московских или петербургских улицах, поэтому один из коричневых оттенков получил такое название.
- Голубец — ярко-синяя краска[7]
- Голубиной шейки — оттенок серого.
- Городское небо - болотно-голубой.
- Гороховый — серый или грязно-жёлтый[8].
- Гортензия — нежно-розовый.
- Горько-сладкий — красно-оранжевый.
- Гри-де-лень — розовато-серый (от фр. gris de lin), встречается у Тургенева в «Записках охотника».
- Гусиного помёта (мердуа) — жёлто-зелёный с коричневым отливом.

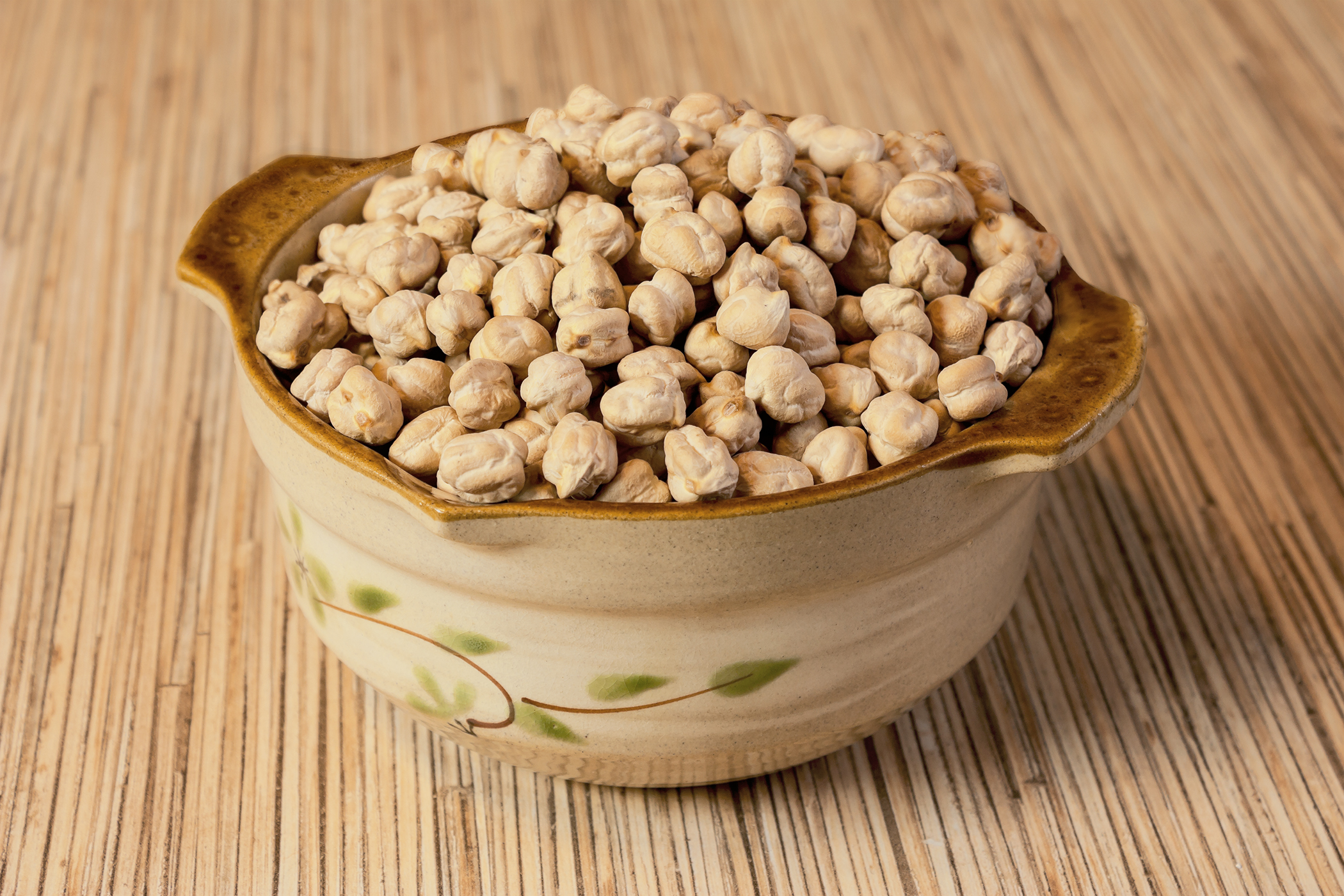
Нут

### Д
- Дикий, дикенький — светло-серый с желтоватым оттенком, цвет небелёного холста[8][14]. Изначально передавало цвет любого необработанного материала, затем основным значением стал цвет необработанного льна. Позже к нему присоединился элемент грязной голубизны (сочетание светло-серого и бледно-голубого). Дополнительный иронический смысл — «грязный, неопрятный»[15].
- Дымный — устаревшая форма слова «дымчатый»[15].

### Е
- Египетский коричневый — цвета мускатного ореха.
- Еринный, еринной, яринной — точное значение слова не установлено, это может быть беловатый (ярин — шерсть белого цвета); либо ярко-зелёный (от «ярь» — зелёная краска); или же красный (ср. «ярило» — солнце); а также и голубой[15].

### Ж
- Жаркий, горячий[7] — оранжевый, насыщенно-оранжевый, в XVII—XVIII веках служило самым распространённым словом для обозначения оранжевого цвета[15].
- Железный — примерно то же, что нынешнее «стальной».
- Жирафового брюха — жёлто-коричневый и жёлтый с рыжеватым оттенком.

### З
- Зекрый, изекрый — светлый, блестящий (чаще всего для цвета глаз и камней)[15]
- Земля, земляной — светлый коричневато-серый; обычно основной фон ткани[15].
- Зетинный — (от тюркского zaitin «оливка»); оливковый[15].
- Золотный — то же, что золотой, золотистый[15].
- Зольный — пепельный[16].
- Змеиной кожи — см. нильской воды[17].

### И
- Изабеловый — бледно-соломенный, обычно относится к масти лошади, светловолосой; изжелта-белесоватой при белом хвосте и гриве[18].
- Изжелта — желтистый, с добавкой другого цвета.
- Искра, с искрою — с блеском, металлическим отливом, обычно про ткань[15].
- Иудина дерева — ярко-розовый (у иудина дерева, или багряника, цветы ярко-розовые).

### К
- Карамазый — черномазый, чернявый.
- Карминный, карминовый — оттенок ярко-красного.
- Кассиев — (от франц. cassis «чёрная смородина»), блестяще-чёрный[15]
- Киноварный — цвет минерала киновари, ярко-красный[15].
- Кипенный, кипенно-белый — белоснежный, цвет кипеня — белой пены, образующейся при кипении воды[15].
- Клеопатра — пурпурный.
- Клуши — чёрная карточная масть — пика.
- Конго — начищенного медистого золота.
- Кореневый — цвет корня, бурый[15]
- Кошенилевый — от кошенили — красителя, добываемого из насекомых.
- Краповый — грязный красно-коричневый, почти красный[15].
- Краплачный, крапплачный — от того же красителя, но яркий алый цвет, разбавленный белилами[15].
- Краска — красный цвет[15].
- Кубовый — синий, насыщенно-синий, от названия растения куб (оно же — индиго)[15].

### Л
- Лабрадоровый — цвета лабрадора, полевого шпата с красивым синим отливом.
- Лазуревка — голубая краска[19]. Лазурик — особый вид синего ситца[19].
- Лазуревый — то же, что и лазоревый[19]
- Лани цвет (по одноимённому животному) — желтовато-коричневый.
- Лилейный — нежно-белый, цвет белой лилии[8]. Обычно про человеческую кожу[19].
- Лиловый — слово имело иное значение, чем сегодня, и обозначало светло-сиреневый (а не тёмно-, с красноватым оттенком)[19].
- Ложь — невыразительный тусклый цвет[20].
- Лондонского дыма — тёмно-серый, дымчато-серый, белесый или бледный сине-зелёный[20].
- Лондонской грязи — тёмно-коричневый.
- Лорд Байрон — тёмно-каштановый, практически коричневый, с рыжеватым оттенком[20].
- Лосинный — грязно-белый, цвета лосин.
- Лунь — лунный, тусклый цвет, блеск, белизна, седой[19].
- Лягушки в обмороке — светлый серо-зелёный, по другим указаниям цвет не определён[20].

### М
- Майский жук — цвет из красно-коричневой гаммы с золотым отливом.
- Маков цвет, маковый — цвет красного мака, румяный, пунцовый[19].
- Малинный — малиновый[19].
- Маргаритовый — ярко-пунцовый.
- Марена, мареновый[19] — ярко-красный, по названию одноимённого растения, из корней которого добываются яркие красящие вещества[21].
- Маренго — серый со вкраплениями чёрного[8].
- Мария Луиза — голубой, цвета каламина (ярко-голубого минерала).
- Маркизы Помпадур — оттенок розового. Она принимала активное участие в работе над созданием севрского фарфора. Редкий розовый цвет, полученный в результате многочисленных экспериментов, назван в её честь — Rose Pompadour.
- Матовый — (от нем. matt) слово имело иное значение, чем сейчас, подразумевало оттенок сине-зелёного цвета[19].
- Медвежий (он же медвежьего ушка) — тёмно-каштановый оттенок коричневого[8].
- Медянка — ярко-зелёный, от названия краски[19].
- Мексиканский — голубо-стальной.
- Мелинный, мелинной — значение не известно[19].
- Меловой — цвета мела, белый, обычно для описания кожи человека[19].
- Минимный, миний — ярко-красный, киноварный[19].
- Мордоре, мардоре — цвет из красно-коричневой гаммы с золотым отливом. Название происходит от французского maure doré, буквально «позолоченный мавр». Этот цвет был особенно модным в 1-й половине XIX в.[8]
- Морозное небо - лазурный сине-голубой.
- Муаровый — переливающийся (от фр. moire, названия ткани с отливом)[19].
- Муравчатый — травяной, мелкокрапчатый.
- Муравый, муравленый, мурамный, мурамно-зелёный — травянисто-зелёный[19]
- Мурастый — полосатый[19].
- Мурена — сине-зелёный.
- Муругий — пятнистый, полосатый, тёмное пятно на светлом фоне[19].
- Мурый, измурый — то же, что и смурый, то есть серый[19].
- Мутный цвет — грязный, нечистый, неясный.
- Мышастый — серый, цвета мыши[22].

### Н
- Нагой — телесный[19].
- Назельный — зеленоватый[19].
- Накаратовый, накаратный, жаркий накаратовый — оттенок красного, огненно-красный, оранжево-красный (от фр. nacarat — краска, чистый сорт кармина)[19].
- Нанковый — грязно-жёлтый, по цвету привозимой когда-то из Нанкина хлопчатобумажной ткани, называвшейся «нанка»[19].
- Небесный - сине-голубой.
- Норанж — оранжевый[19]
- Нефритовый — от нефрита, насыщенный зелёный, цвета нефрита.
- Нильской воды (фр. vert du Nil) — серовато-зелёный.

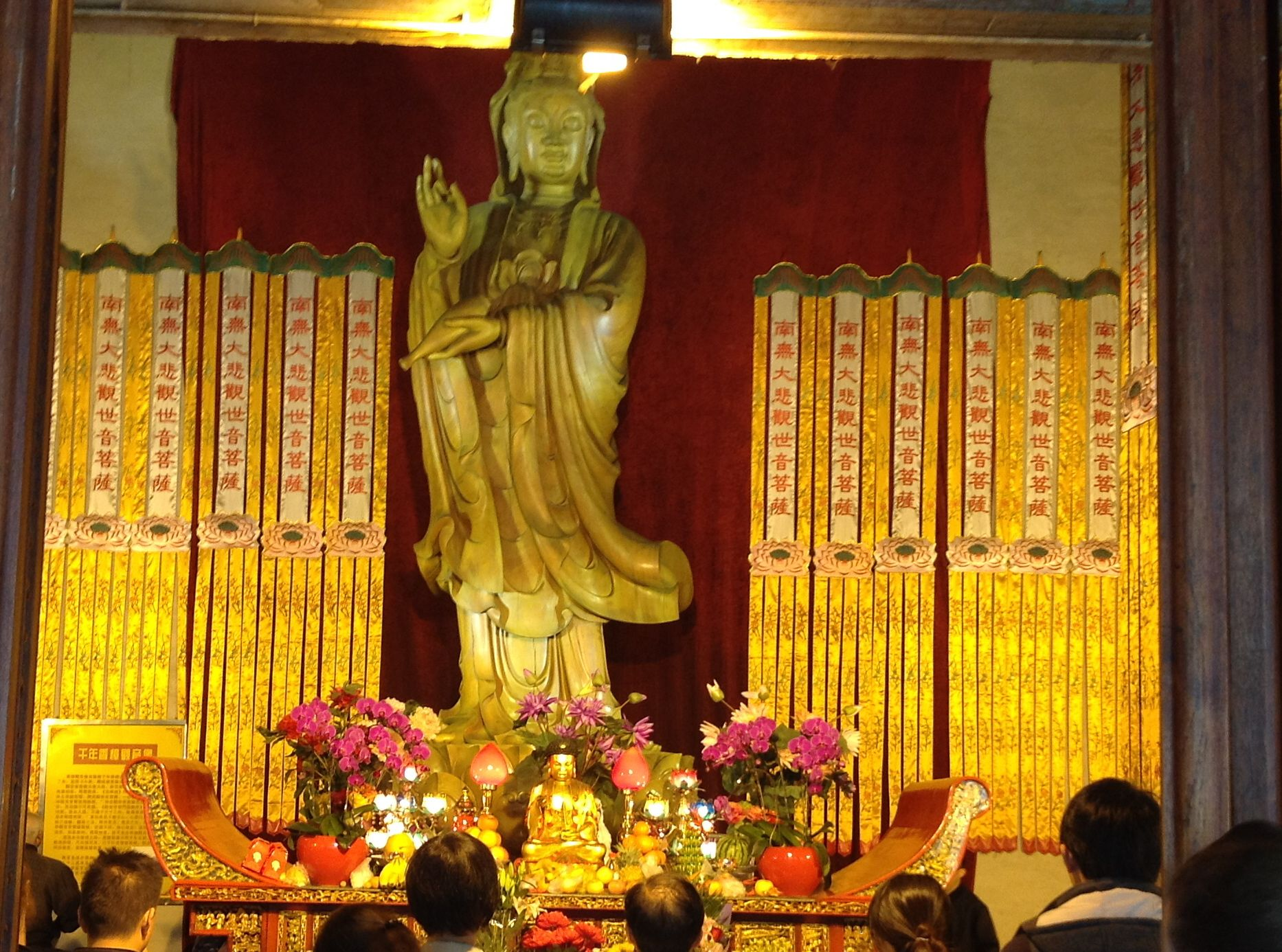
Жёлтый нефрит

### О
- Облакотный — бледно-голубой[19].
- Обломный — густой, обильный (например, «обломный синий»)[19]
- Обрбщеный — багряный[19].
- Объяринный — слегка голубоватый с серебристым блеском (от парчовой ткани объярь)[19]
- Огневой — ярко-оранжевый с красным отливом[19]
- Орлеановый — тёмно-оранжевый (от названия краски «орлеан»)[19]

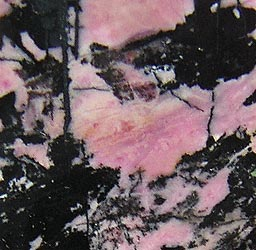
Орлец
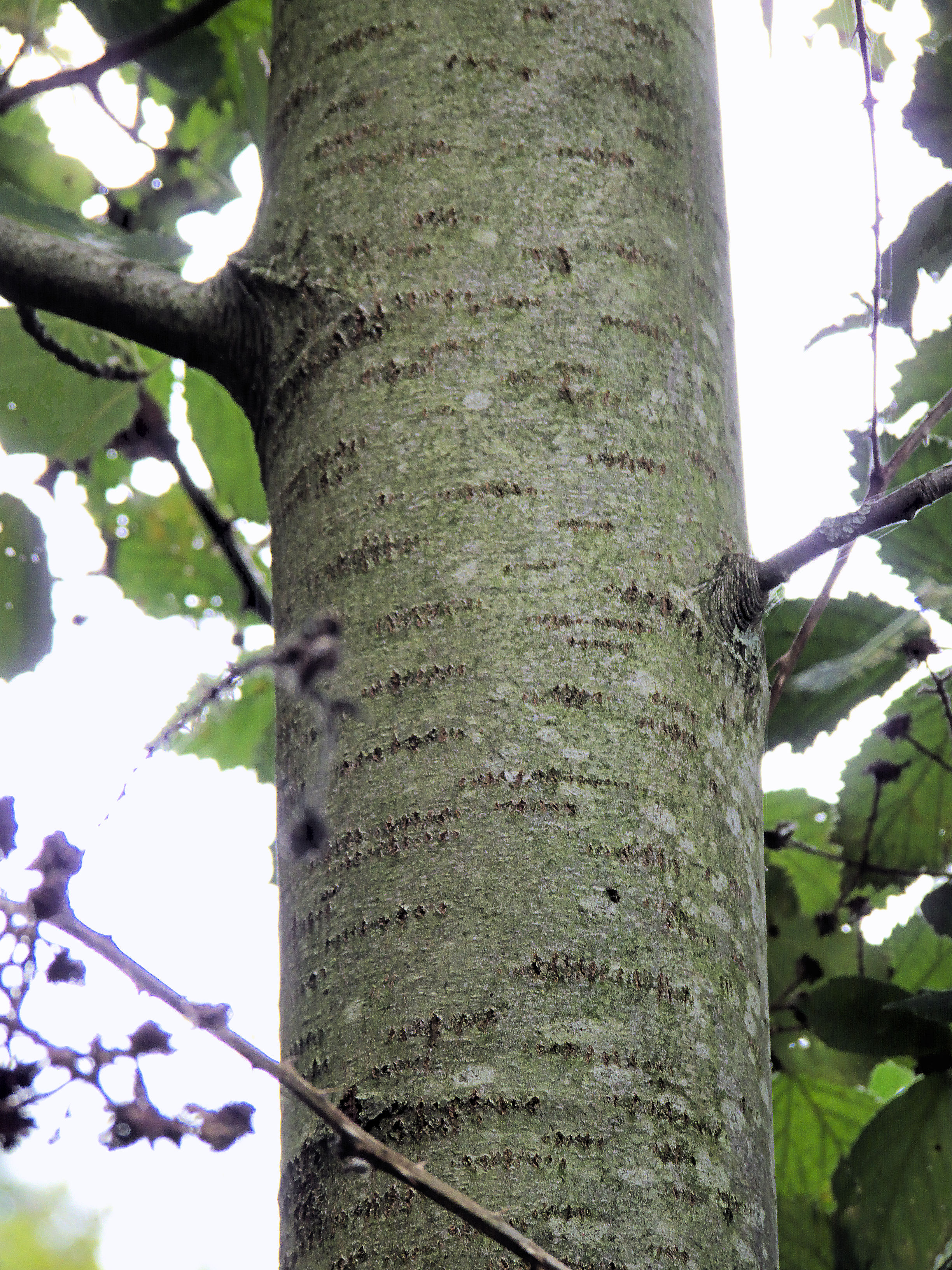
Осина
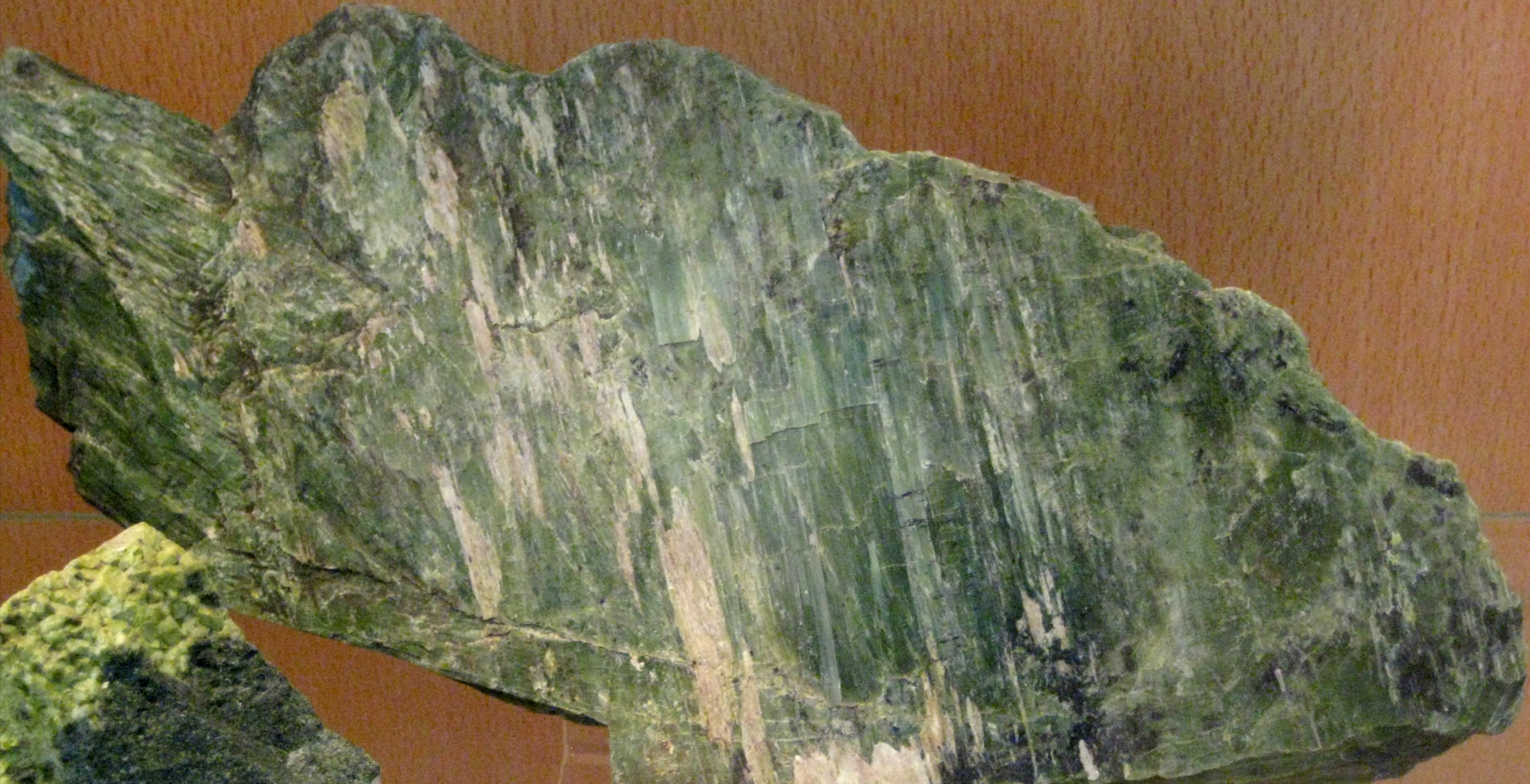
Офит

### П
- Павлиний — синевато-лиловый.
- Парчовый — золотой, от ткани парча[19]
- Палевый — светло-серо-коричневый.
- Пеньковый — цвета пеньки, светло-бурый (обычно для описания волос)[23]
- Пепелесый, пепелистый, пепловый, попеловатый, попельный — пепельный, серый[23]
- Перванш — бледно-голубой с сиреневым оттенком.
- Перёнковый — персиковый, розовый[23].
- Перидотовый — от камня перидот, салатовый[23]
- Плавый[24] — светло-желтоватый[23]. У Даля — изжелта-беловатый, бело-жёлтый, соломенного цвета.
- Пламезарный — розовато-красный[23].
- Пламенный — огненно-красный[23]
- Поджаренного хлеба цвет, сжёного хлеба[25] — чёрно-коричневый[23]
- Пожелклого листа цвет — пожухлой листвы, буровато-жёлтый[23]
- Половой, половый — бледный жёлто-коричневый, почти палевый (от половеть — «вянуть, блёкнуть»)[23]
- Померанцевый — от дерева померанец[26], оранжевый[15], ярко-оранжевый[23].
- Померклый — тёмный, чёрный[23].
- Попугайный зелёный — ярко-зелёный[23].
- Порфирный, порфировый — пурпурный, от устарелого названия красителя пурпура, или от «порфиры» — монаршьей или кардинальской мантии[23].
- Последний вздох жако — жёлто-рыжий. Возможно, потому, что перед смертью глаза попугая жако желтеют.
- Празелёный — светлый синевато-зелёный, цвет краски «празелень»[23].
- Праземный — цвета празема, светло-зелёного кварца[23].
- Прапруд — красный, для названия царской торжественной одежды[23].
- Пропелесый — серый, сероватый[23].
- Проскурняковый (от проскурняк «разновидность мака») — оттенок, близкий к сиреневому[23].
- Пюсовый — бурый, коричневый оттенок красного, цвет раздавленной блохи (от фр. puce «блоха»). Новый словарь русского языка описывает его как просто тёмно-коричневый; были также оттенки «блоха в обмороке», «блошиное брюшко», «блохи в родильной горячке».[8]

### Р

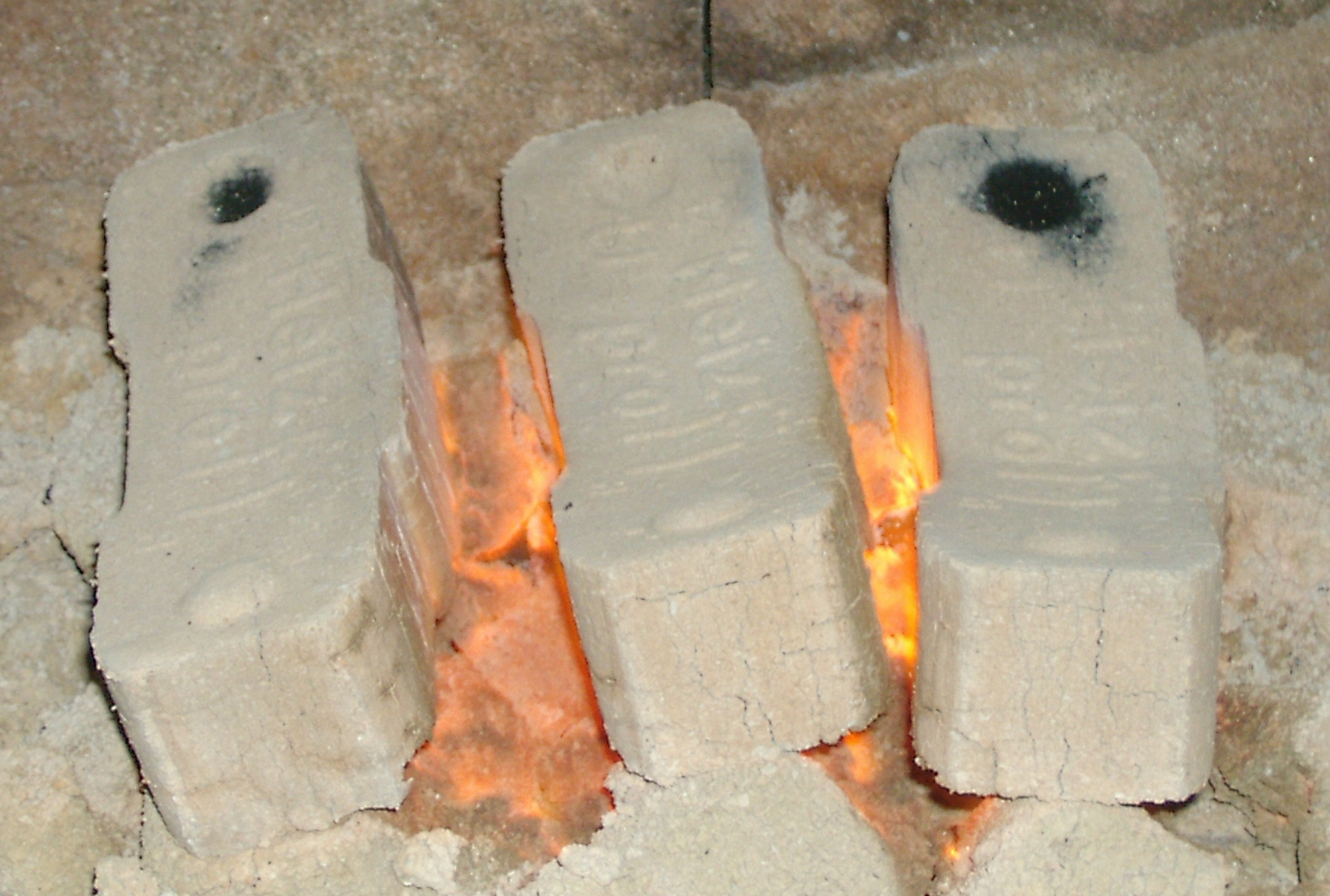
Пепел

- Райской птицы — соломенный, по одному из видов райских птиц.
- Ранжевый, рынжевый — то же, что оранжевый[23].
- Рдяный — красный, алый[23]
- Резвая пастушка — оттенок розового.
- Роговой — цвет клюва, кости[23].
- Рогожаный — цвет не известен[23].
- Розмариновый — сиренево-лиловый[23], от розмарина.
- Розовый пепел — нежно-серый цвет, отливающий в розовый.
- Рудой, рудый — красный[23], рыжий и рыжебурый, «жарко-красный».
- Рудожёлтый — оранжевый, рыжий[23].

- Пепел

### С
- Сажной — (от «сажа») цвет сажи, серо-чёрный[23].
- Санкирный — (от краски «санкирь») светло-телесный[23].
- Сардий — густо-красный[23].
- Сахарный — оттенок белого цвета с лёгкой голубизной; цвет колотого сахара, либо бледновато-жёлтый. Поначалу только для описания цвета ткани (например, знамени Ивана Грозного), позже появился и цвет сахарной бумаги — синий, по цвету обёрточной бумаги[25].
- Селадоновый — серовато-зелёный, в честь героя романа Селадона.
- Серизовый — вишнёвый.
- Сёмги — оттенок розового в желтизну, по цвету рыбы.
- Сиводущатый — тёмно-серый (обычно про мех)[25].
- Сизый, сизовый — цвет голубя, позже просто синий. Долгое время употреблялось только обозначения оперения птиц и обозначения цвета ткани[25].
- Смаглый, смяглый — смуглый, не белый, темноватый (о человеческой коже)[25].
- Смарагдовый — изумрудный, от устар. названия[25].
- Смурый — тёмно-серый[25].
- Смядый — чёрный, смуглый[25].
- Соловый — серо-жёлтый. По этому цвету назван соловей.
- Сольферино — ярко-красный. Назван в честь битвы при Сольферино в австро-итало-французской войне в 1859 г.
- Сомо́, сомон — розовато-жёлтый (от фр. saumon — сёмга), то же, что цвет сёмги, лососёвый[20]. Встречается в «Войне и мире».
- Срений — серый.
- Станцовый — точно не определён, некий тёмный цвет ткани[25].
- Сутозолотой — оттенок золотого (встречается у Гоголя)[25].

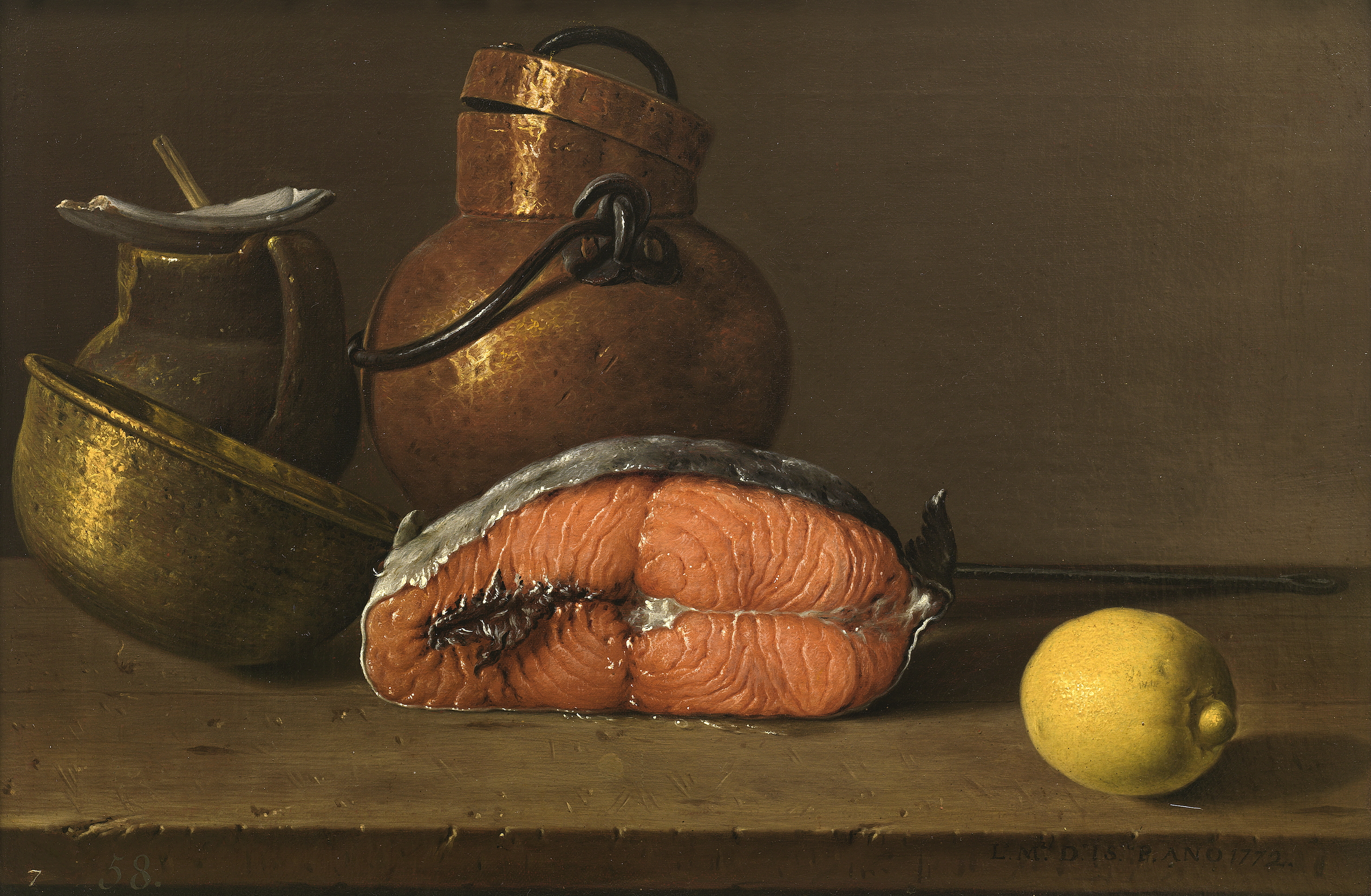
Сёмга
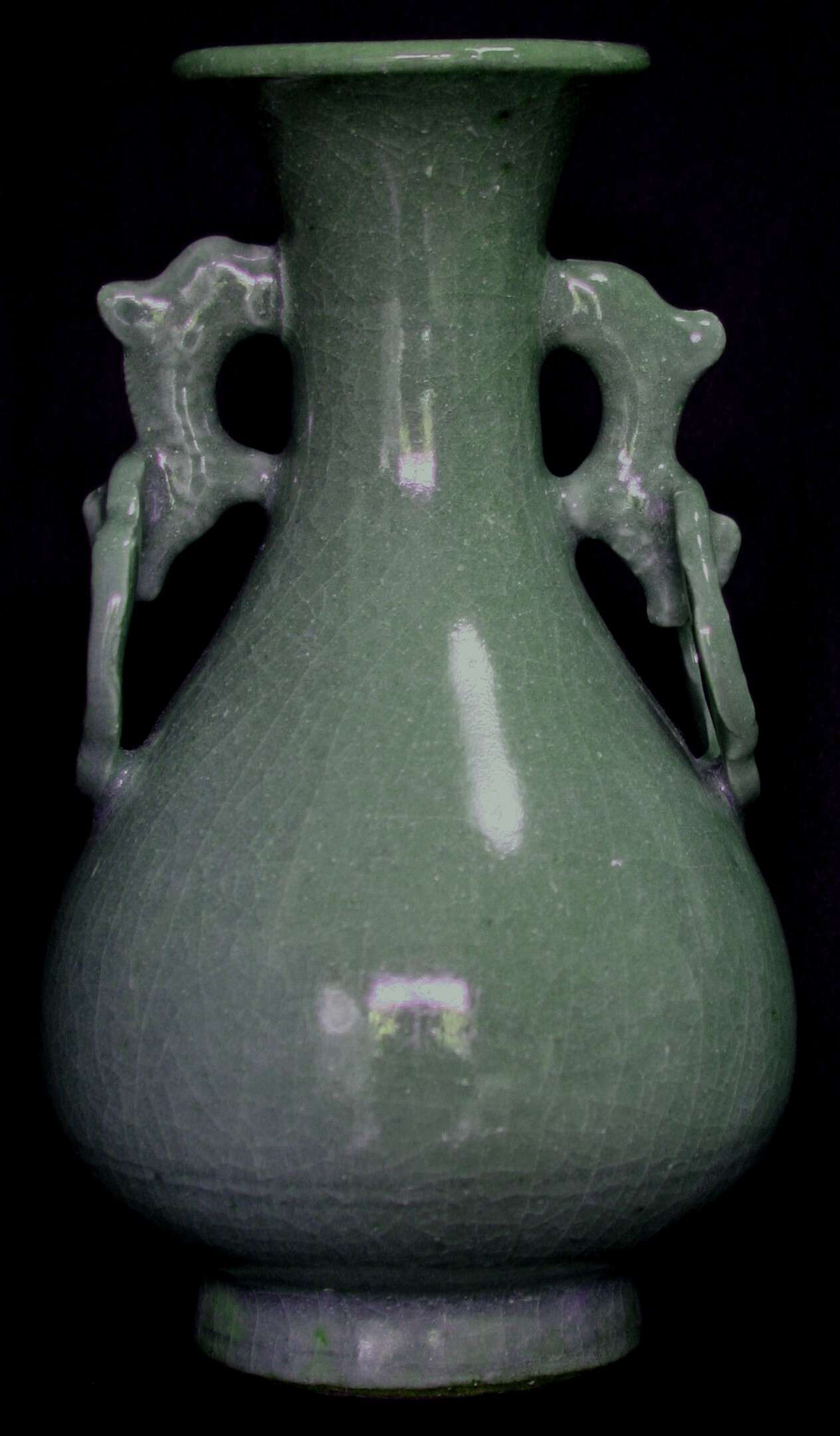
Китайская керамика типа селадон
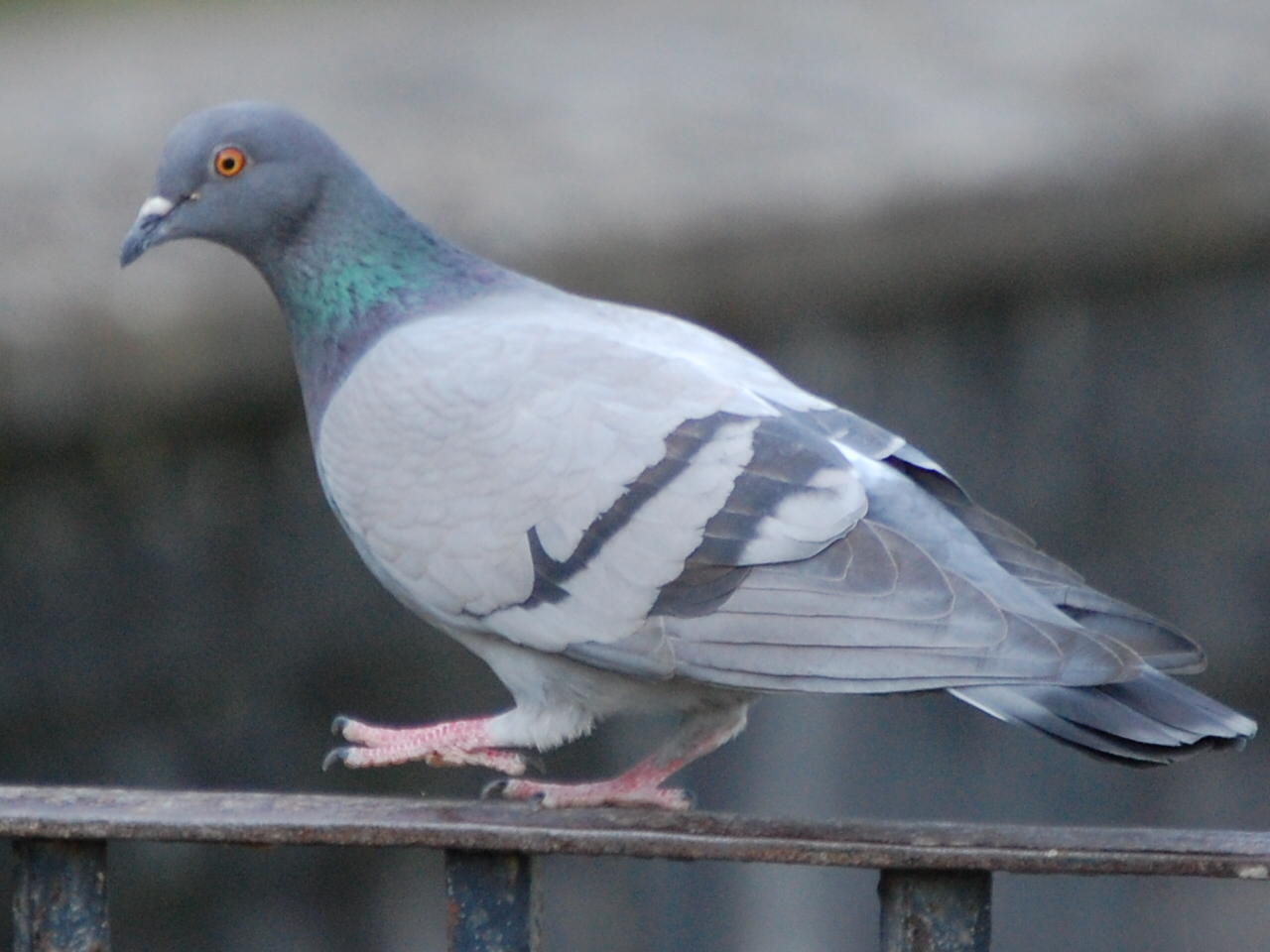
Голубь

### Т
- Тагаший, тагашевый, тугаший — синий[25].
- Танго — оранжевый с коричневым оттенком.
- Таусинный — синий (от греч. ταώς, ταῶς — «павлин»). Синевато-лиловый.
- Тельный — телесный[25].
- Тусмянный — тусклый, мрачный, земляного цвета[25].

Турмалин

### Ф
- Флорентийский — жёлтый с бронзовым отливом.
- Фуксии — насыщенный розовый, или фиолетово—вишнёвый, по названию цветка фуксия.

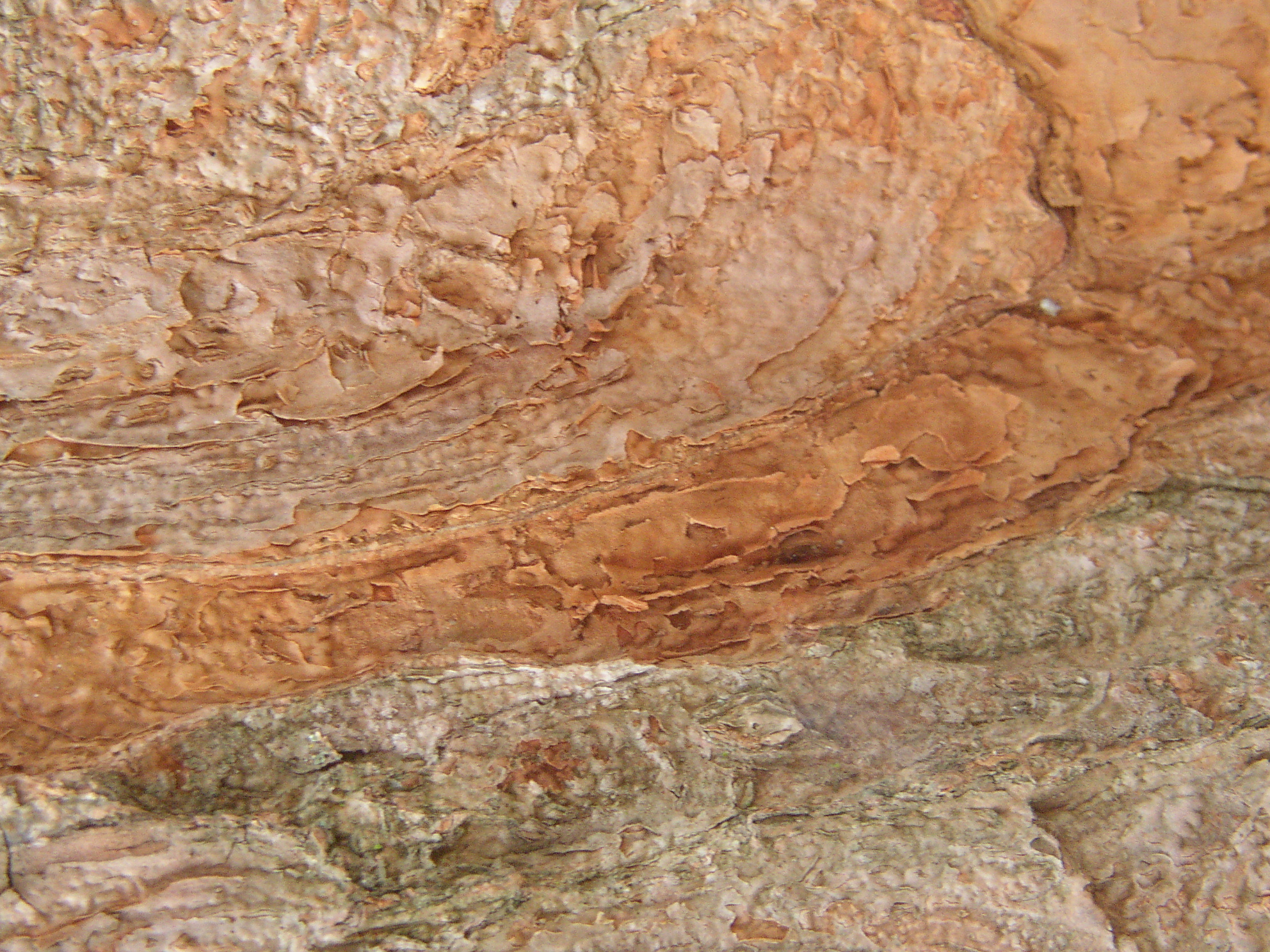
Древесина фернамбука
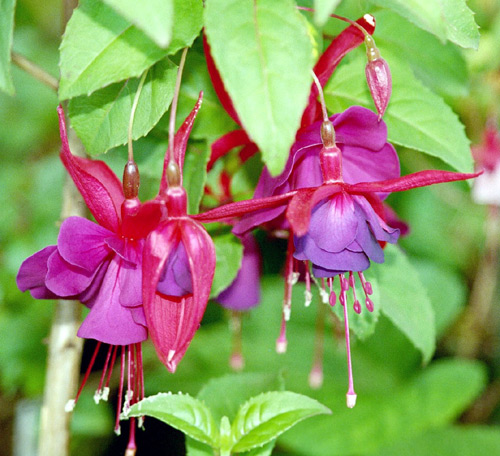
Фуксия

### Х
- Хамелеоновый — цвет двусторонней ткани, обе стороны которого можно использовать[25].
- Хризолитовый — от камня хризолит, желтовато-зелёный с золотистым блеском[25].
- Хризопразовый — от камня хризопраз, яблочно-зелёный; либо от сплава меди и цинка, по виду близкого к золоту[25].
- Хромой — окраска ткани, выполненная в двух контрастных цветах[8]. Пример народной этимологии от французского слова dichromatique («двуцветный»). Распространено только в 1-й пол. 19 века[25].

### Ц
- Ценинный, цининный - синий. В древнерусском языке слово «ценин» обозначало фаянс и фарфор, возможно — от слова «Китай»[25].
- Цианинный — оттенок зелёного, от «цианид».
- Цинковый — цвета цинка, синевато-белый.

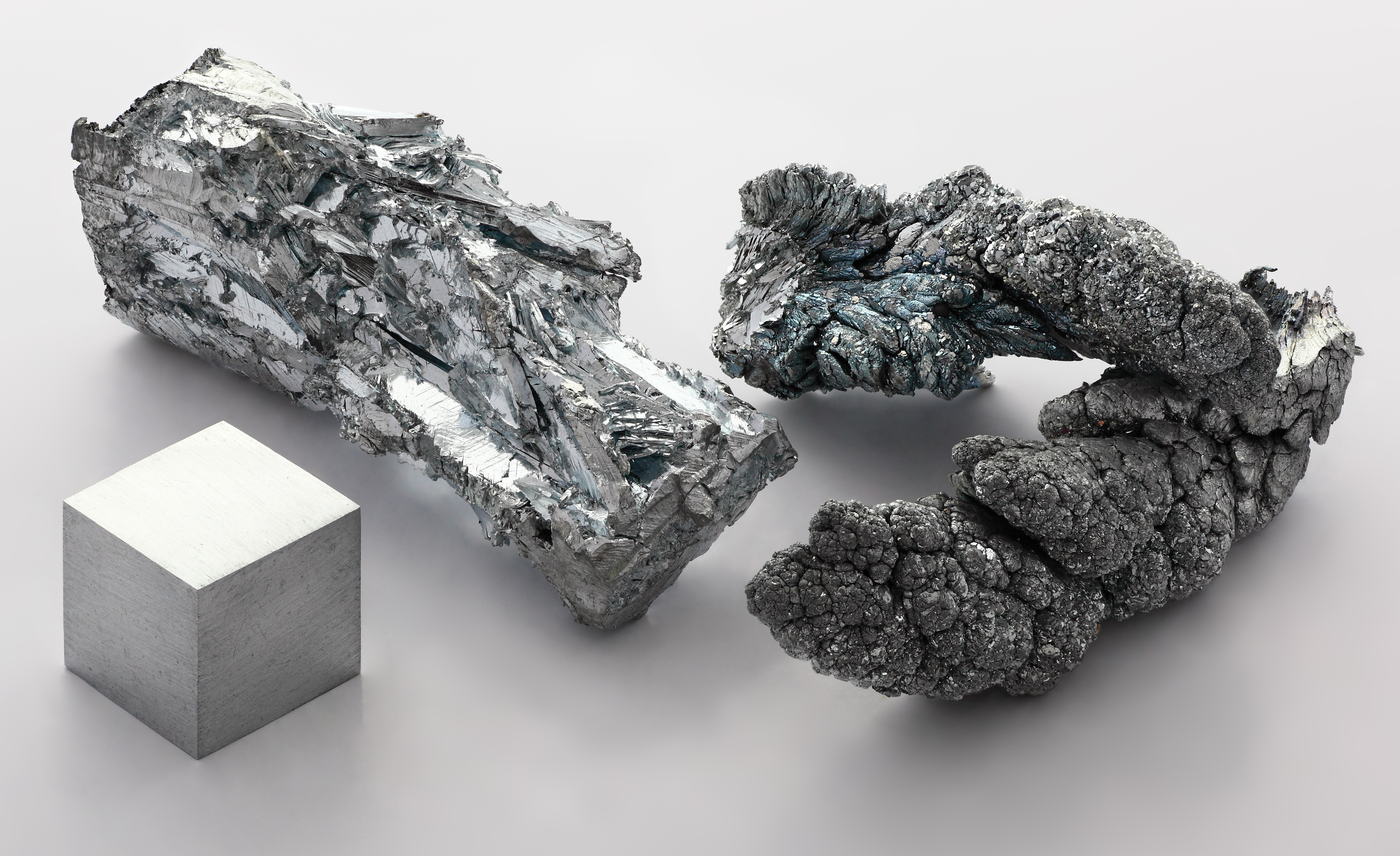
Цинк

### Ч
- Червень, червлень - тёмно-красная краска с малиновым оттенком[25]
- Червлёный, черленый - тёмно-красный, малиновый, бордовый. От славянского корня «червь», по красной краске, добываемой из червца (червя определённого вида). Глагол «червить» — значил окрашивать этим красителем[25].
- Червонный, червль, чермный — также вариации красного[25].
- Черемый — смуглый

### Ш
- Шамуа — светлый рыже-коричневый (от фр. chamois — серна).
- Шапки Деда Мороза — ярко-красный.
- Шарлах — ярко-красный, от названия краски шарлах.
- Шаровный— красочный, живоносный.
- Шаровый— серо-стальной, окраска военных кораблей.
- Шартрез — жёлто-зелёный, по названию ликёра.

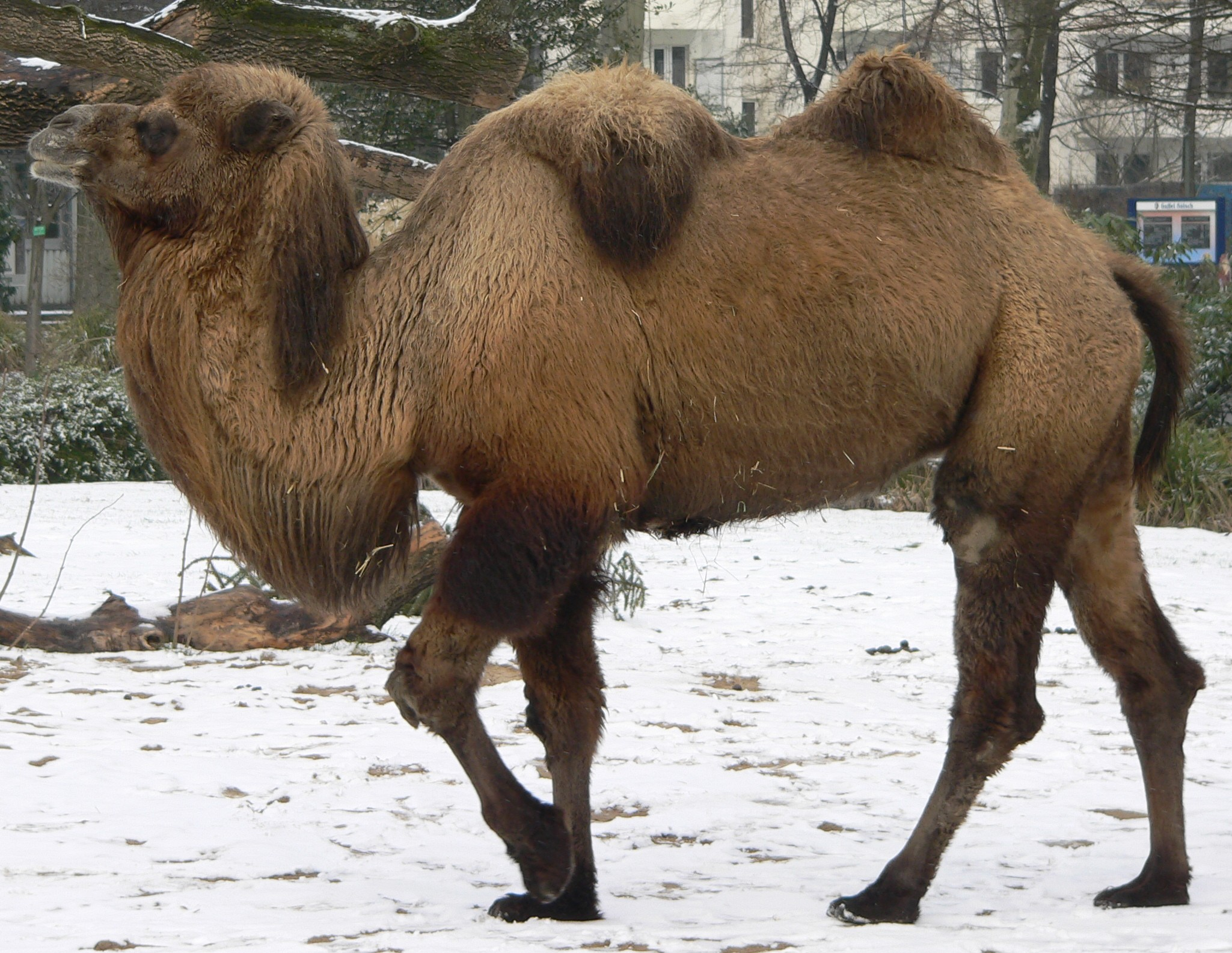
Верблюд
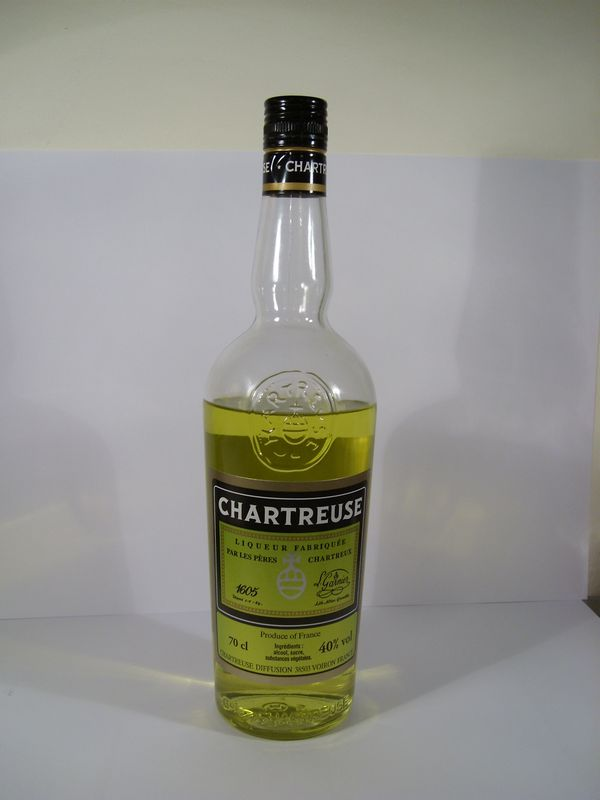
Шартрез (молодой)

### Э
- Эстерхази — серебристо-серый, от рода Эстерхази, возможно, имеет отношение к торту эстерхази.

### Я
- Японской розы — цвета раздавленной клубники.
- Ярь — сине-зелёный цвет[27], устарелое название ацетата меди (II), от медянки, зелёной краски, получаемая путём окисления меди. Профессиональное название существующей краски, пигмент яркого зеленовато-синего цвета или тёмного ярко-зелёного цвета[28].
- Яхонтовый — неопределённое название. Красный, фиолетовый или тёмно-голубой, от «яхонт», общего устарелого названия драгоценных камней. По некоторым утверждениям — синий[29].

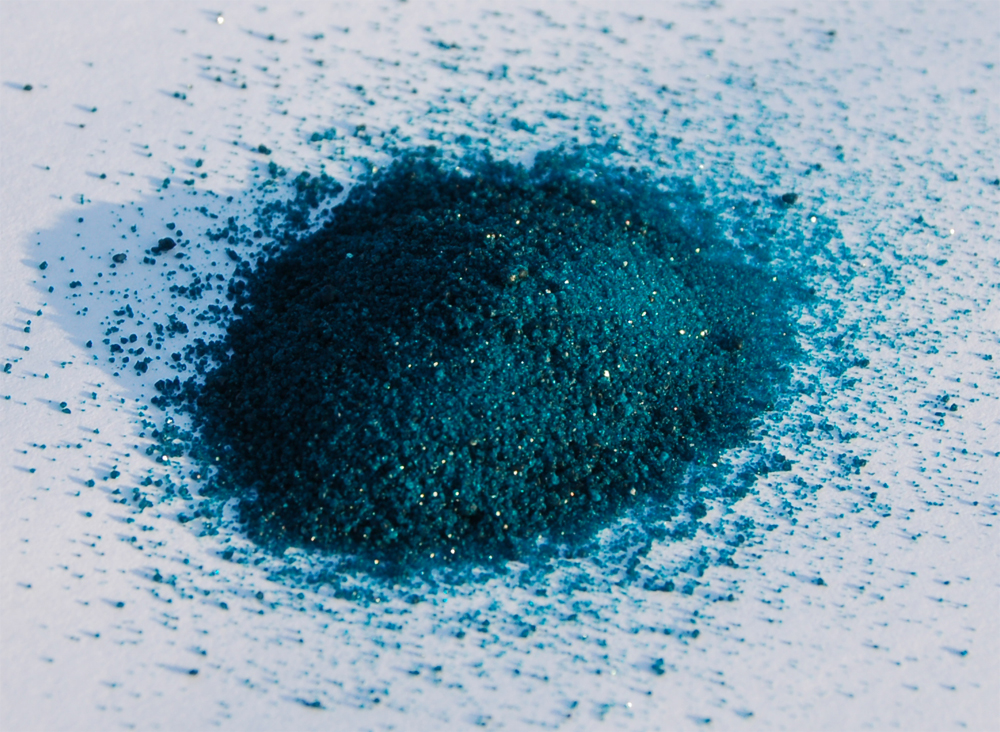
Ярь